# Bisoprolol
Bisoprolol es el nombre genérico de un medicamento que actúa como bloqueador de los receptores β1 cardioselectivos, es decir que sus acciones son específicas en el corazón antes de llegar a ser efectivas en el pulmón, por lo que está indicado en medicina—sola o combinado con otros medicamentos—para el tratamiento de las diversas cardiopatías. El bisoprolol tiene la ventaja de ser de larga duración, de manera que puede ser indicada en una toma diaria, a diferencia de otros beta bloqueantes que deben ser tomadas 2 - 3 veces cada día.
A pesar de que el bisoprolol y otros beta bloqueantes cardioselectivos tienen poco efecto sobre receptores β2 en el pulmón, no son cardioespecíficos, por lo que deben ser administrados bajo supervisión médica en pacientes asmáticos.

## Indicaciones
El bisoprolol puede ser administrado para el tratamiento de diversas enfermedades cardiovasculares, incluyendo la hipertensión arterial, enfermedades coronarias, trastornos del ritmo cardíaco, cardiopatía isquémica y posterior a un infarto agudo de miocardio. En pacientes con insuficiencia cardíaca se suele combinar un beta bloqueante como el bisoprolol conjuntamente con IECA, diurético o digitálicos. El uso de bisoprolol en pacientes con insuficiencia cardíaca reduce la necesidad de consumo de oxígeno por el músculo cardíaco. Debido a que el bisoprolol puede también reducir la potencia de contracción del corazón, se suele indicar dosis bajas en los inicios de la terapéutica en pacientes con insuficiencia cardíaca. 
El bisoprolol también se usa en otras patologías, incluyendo disautonomía, ansiedad e hipertiroidismo.

## Farmacodinámica

### Selectividad β1
El bisoprolol tiene un mayor grado de selectividad por receptores β1 en comparación con otros medicamentos bloqueadores β1-selectivos, incluyendo metoprolol, betaxolol y atenolol. Sin embargo Nebivolol es aproximadamente 3,5 veces más selectiva por los receptores β1.
El bisoprolol tiene un efecto antihipertensivo más fuerte que propranolol. En modelos animales el bisoprolol ha demostrado ser cardioprotector, en comparación con propranolol mostró menos efectos sedantes y resultó reducir solo ligeramente la tolerancia a la glucosa. También es capaz de inhibir la secreción de renina por aproximadamente el 65 % e inhibe la taquicardia en aproximadamente un 35%.

## Contraindicaciones[16]
- Embarazo: Especialmente en el tercer trimestre y durante la lactancia, solo debe emplearse tras un análisis riguroso de la indicación. El tratamiento con bisoprolol debe suspenderse 72 horas antes de la fecha calculada de nacimiento del bebé.

- Insuficiencia cardiaca aguda o durante episodios de descompensación de la insuficiencia cardíaca que requieran terapia inotrópica i.v.
- Shock cardiogénico.
- Bloqueo AV de segundo o tercer grado (sin un marcapasos).
- Síndrome del seno enfermo.
- Bloqueo sinoatrial.
- Bradicardia sintomática con menos de 60 latidos/min antes de iniciar la terapia.
- Hipotensión sintomática (presión sanguínea sistólica inferior a 100 mmHg).
- Asma bronquial severo o enfermedad pulmonar obstructiva crónica severa.
- Oclusión arterial periférica avanzada y Síndrome de Raynaud.
- Acidosis metabólica.